# Estrutura fundiária
A estrutura fundiária (do latim fundus, "fazenda, bens de raiz") ou estrutura agrária (do latim agrariu)  é a forma como o recurso terra se divide em propriedades, de acordo com o processo histórico da área analisada e também com as leis da propriedade ditadas pelo Estado. Esse processo segue diversos caminhos, podendo dar origem a problemas sociais importantes. Um deles tem a ver com a concentração de terras na posse de um número limitado de proprietários, o que tem dado origem a inúmeros conflitos sociais ao longo da história em várias regiões.